# Ferrari 288 GTO
De Ferrari 288 GTO is een sportwagen ontworpen door Pininfarina en gebouwd door Ferrari in 1984.
De 288 GTO is optisch gebaseerd op de Ferrari 308 GTB en werd ontworpen voor de Groep B circuit klasse, maar is nooit gebruikt als raceauto. De naam GTO staat dan ook voor Gran Turismo Omologata, gehomologeerd, en werd reeds eerder gebruikt voor de Ferrari 250 GTO racewagen uit 1962 en later door de Ferrari 599 GTO uit 2010. Om toegelaten te worden tot de Groep B-rally's moest Ferrari minimaal 200 exemplaren bouwen. Uiteindelijk zijn dat er 272 geworden. Doordat de auto als raceauto werd ontwikkeld, levert de motor 400 pk bij 7000 toeren per minuut.
In 1986 bouwde Ferrari 5 modellen van de 288 GTO Evoluzione met een agressiever uiterlijk en een motor die tot 650 pk leverde. De 288 GTO Evoluzione vormde uiteindelijk de basis van de Ferrari F40.

## Gegevens
- Motor type: 2855cc, 8 cilinders, 32 kleppen in V-configuratietwin turbo
- Vermogen: 400 pk bij 7000 toeren/min.
- Versnelling: 5 bak, handgeschakeld.
- Gewicht: 1160 kilo.
- Topsnelheid: 305 kilometer per uur.
- 0-100 km/h: 4,5 seconden.